# Tetjana Klimtsjenko
Tetjana Ihorivna Klimtsjenko (Oekraïens: Тетяна Ігорівна Клімченко) (Lviv, 8 mei 1994) is een Oekraïens wielrenster die deelneemt aan wedstrijden op de baan en de weg.

## Carrière
Bij haar tweede deelname aan de EK in 2017 won ze zilver op de scratch, ze moest haar meerdere erkennen in Trine Schmidt. Bij de editie van 2020 won ze brons op de scratch en de ploegenachtervolging, die ze samen met Joelija Birjoekova, Viktorija Bondar en Anna Nahirna reed. Tevens nam ze deel aan de WK tussen 2013 en 2021. Haar beste resultaat behaalde ze in 2013 toen ze als negende eindigde op de teamsprint.

## Palmares
| Jaar        | OK                                                   | EK                             | WK                          | Overige                                           |
| Als belofte | Als belofte                                          | Als belofte                    | Als belofte                 | Als belofte                                       |
| ----------- | ---------------------------------------------------- | ------------------------------ | --------------------------- | ------------------------------------------------- |
| 2013        |                                                      | 4e puntenkoers 8e scratch      |                             |                                                   |
| 2014        |                                                      | omnium                         |                             |                                                   |
| Als elite   |                                                      |                                |                             |                                                   |
| 2013        |                                                      |                                | 9e teamsprint 10e scratch   |                                                   |
| 2014        |                                                      |                                | 18e scratch                 |                                                   |
| 2015        |                                                      | 9e scratch                     | 11e scratch 16e puntenkoers |                                                   |
| 2016        |                                                      |                                | 19e scratch                 |                                                   |
| 2017        |                                                      | scratch                        | 11e scratch 12e omnium      | WB Los Angeles: · scratch · WB Santiago: · omnium |
| 2018        |                                                      |                                | 10e scratch 23e omnium      |                                                   |
| 2019        |                                                      |                                | 17e ploegenachtervolging    |                                                   |
| 2020        |                                                      | ploegenachtervolging · scratch |                             |                                                   |
| 2021        |                                                      | 12e koppelkoers 14e scratch    | 15e scratch                 | NC Cali: · koppelkoers · omnium                   |
| 2022        |                                                      |                                |                             |                                                   |
| 2023        | koppelkoers · omnium · scratch                       |                                |                             |                                                   |
| 2024        | koppelkoers · scratch · 5e achtervolging · 5e omnium | 13e afvalkoers 19e scratch     |                             |                                                   |